# بيلي كيلسي
بيلي كيلسي (بالإنجليزية: Billy Kelsey)‏ هو لاعب كرة قاعدة أمريكي، ولد في 24 أغسطس 1881 في كوينغتون في الولايات المتحدة، وتوفي في 24 أبريل 1968 في سبرينغفيلد في الولايات المتحدة.

## وصلات خارجية
- بيلي كيلسي على موقعبيزبول رفرنس.كوم (الدوري الرئيسي) (الإنجليزية)
- بيلي كيلسي على موقعبيزبول رفرنس.كوم (الدوري الثانوي) (الإنجليزية)